# Normanichthys crockeri
Normanichthys crockeri és l'única espècie de peix del gènere Normanichthys que al seu torn és l'únic enquadrat en la família Normanichthyidae, única del subordre Normanichthyiodei, és un peix marí de l'ordre Scorpaeniformes, que es distribueix en el Pacífic des de Chimbote (Perú) fins a Illa Mocha (Xile).